# Koitajoki
Koitajoki är ett vattendrag i Finland. Det ligger i den sydöstra delen av landet, 400 km nordost om huvudstaden Helsingfors.